# Ниси (дем Полигирос)
Вижте пояснителната страница за други значения на Ниси.
Ниси (на гръцки: Νησί, катаревуса: Νησίον, Нисион) е село в Егейска Македония, Гърция, част от дем Полигирос в административна област Централна Македония. Според преброяването от 2001 година има 31 жители.

## География
Даставроси Палеокастро е разположено на Халкидика, на северния бряг на Торонийския залив, на няклоко километра югозападно от Ватопеди.